# Вальрам II (Цвейбрюккен)

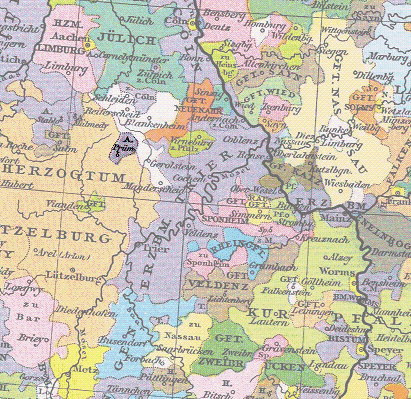
Графство Цвейбрюккен (снизу зелёным)

Вальрам II (Walram II. von Zweibrücken) (ок. 1300 — 29 сентября 1366) — граф Цвейбрюккена с 1311, штатгальтер Лотарингии.
Сын Симона II. Когда умер отец, Вальрам II был ещё ребёнком, и до 1327 года Цвейбрюккеном правила его мать — Агнесса фон Саарбрюккен.
В 1333 году Вальрам II заключил соглашение со своим троюродным братом Симоном I, графом фон Цвейбрюккен-Битш. Согласно этому договору произошло окончательное разделение графства Цвейбрюккен на две части.
В 1354 году император Карл IV назначил Вальрама II штатгальтером Лотарингии. Эта должность оставалась за ним до 1364 года.
Также Вальрам II известен тем, что путём денежных приобретений значительно расширил территорию своего княжества, однако к концу жизни накопил много долгов.
Жена — Жанна де Бар-Пьерфорт (кузина графа Бара Эдуарда I). Сын:
- Эберхард (ум. 1394) — последний граф Цвейбрюккена.